# Jasnopolskoje
Jasnopolskoje (russisch Яснопольское, deutsch Auxkallen, Kirchspiel Pelleningken, 1938–1945 Hoheninster, litauisch Aukštkalniai) ist ein Ort in der russischen Oblast Kaliningrad. Er gehört zur kommunalen Selbstverwaltungseinheit Stadtkreis Tschernjachowsk im Rajon Tschernjachowsk.

## Geographische Lage
Jasnopolskoje liegt am Ostufer der Inster (russisch: Instrutsch), 14 Kilometer nordöstlich der Stadt Tschernjachowsk (Insterburg) und einen Kilometer südlich von Sagorskoje (Pelleningken/Strigengrund). Vor 1945 war der Ort Bahnstation an der Bahnstrecke Insterburg–Kraupischken der Insterburger Kleinbahnen, die heute nicht mehr befahren wird.

## Geschichtliches
Seine erste urkundliche Erwähnung fand der damals Augskallen genannte Ort im Jahre 1557. Im Jahre 1874 wurde das Dorf, das aus einem Gut und ein paar kleinen Höfen bestand, in den neu errichteten Amtsbezirk Pelleningken (ab 1939 „Amtsbezirk Strigengrund“, heute russisch: Sagorskoje) eingegliedert, der bis 1945 bestand und zum Kreis Insterburg im Regierungsbezirk Gumbinnen der preußischen Provinz Ostpreußen gehörte.
Auxkallen gehörte zum Kirchspiel Pelleningken. Am 3. Juni 1938 – mit amtlicher Bestätigung vom 16. Juli 1938 – erhielt Auxkallen aus politisch-ideologischen Gründen den Namen „Hoheninster“.
Im Jahr 1945 kam der Ort mit dem nördlichen Ostpreußen zur Sowjetunion. 1947 erhielt er die russische Bezeichnung „Jasnopolskoje“ und wurde gleichzeitig dem Dorfsowjet Sagorski selski Sowet im Rajon Tschernjachowsk zugeordnet. Von 2008 bis 2015 gehörte Jasnopolskoje zur Landgemeinde Kaluschskoje selskoje posselenije und seither zum Stadtkreis Tschernjachowsk.

### Einwohnerentwicklung
| Jahr | Einwohner |
| ---- | --------- |
| 1910 | 136       |
| 1933 | 142       |
| 1939 | 115       |
| 2002 | 39        |
| 2010 | 25        |

## Kirche
Die vor 1945 mehrheitlich evangelische Bevölkerung Auxkallens resp. Hoheninsters war in das Kirchspiel Pelleningken (1938–1946: Strigengrund, heute russisch: Sagorskoje) eingepfarrt. Es war Teil des Kirchenkreises Insterburg in der Kirchenprovinz Ostpreußen der Kirche der Altpreußischen Union. Heute liegt Jasnopolskoje im Einzugsbereich der in den 1990er Jahren neu entstandenen evangelisch-lutherischen Gemeinde in Schtschegly (Saugwethen, 1938–1946 Saugehnen), einer Filialgemeinde in der Kirchenregion Tschernjachowsk (Insterburg) innerhalb der Propstei Kaliningrad der Evangelisch-lutherischen Kirche Europäisches Russland.